# Équipe cycliste GW Shimano
L'équipe cycliste GW Shimano est une équipe cycliste colombienne. La formation antioqueña prend le statut d'équipe continentale entre  2016 et 2019, date de sa disparition. Elle est la division cyclisme sur route du club Ruedas de Oro (les "Roues d'or"), patronné par l'entreprise HA Bicicletas et fondé en 2007. En 2016, quarante deux sportifs dans six modalités du cyclisme (BMX, Route, Cross-country, Descente, Trial et BMX Freestyle) portaient les couleurs du club, comme Vincent Pelluard ou Mariana Pajón (double championne olympique).
Elle ne doit pas être confondue avec l'équipe GW Erco Shimano.

## Histoire de l'équipe

### Saison 2015
La formation dispute 28 courses et 112 étapes de janvier à octobre, se classant au deuxième rang au nombre des victoires glanées. Le Bogotanais Didier Sastoque et le Cundinamarqués Óscar Pachón, en s'imposant respectivement six et trois fois, se placent dans les cinq premiers d'un classement national dominé par Óscar Sevilla et son équipe EPM - Une. L'Antioqueño Jhonatan Ospina, pour sa dernière année Espoir, s'illustre avec les sélections nationales de sa catégorie d'âge, comme sprinteur et comme spécialiste du contre-la-montre. Pachón est le premier d'entre-eux au classement UCI avec dix-huit points, le suivent Ospina avec quatre unités et sept coureurs dont Sastoque avec 0,4 point.

### Saison 2016
Fin décembre 2015, la formation GW Shimano - Chaoyang - Kixx - Envía - Gatorade présente son effectif, riche de quatorze éléments dont trois issus de la défunte équipe continentale professionnelle Colombia. Six nouveaux venus et huit déjà dans l'effectif composent la nouvelle structure « Élite-Sub23 », dirigée par les Antioqueños John Jaime González, Héctor Pérez et Andrés Torres. Après huit ans d'existence, l'équipe fait le grand saut et rejoint la catégorie continentale UCI. Les huit éléments conservés sont les Antioqueños Jhonatan Ospina, Arley Montoya, Frank Osorio et Johan Camilo Pérez, le Cundinamarqués Óscar Pachón, le Bogotanais Didier Sastoque, le Caldense Juan Alejandro García et le « sub-23" Boyacense Wldy Sandoval. Pachón, Sastoque et Ospina, de par leurs résultats 2015, sont amenés à prendre les plus grandes responsabilités au sein du groupe. Ce dernier est renforcé par l'arrivée de six hommes. Le Boyacense encore espoir Edward Díaz et les Élites cundinamarqueses Camilo Castiblanco et Walter Pedraza viennent de l'équipe Colombia. Ils sont accompagnés de l'Urraeño Yean Rodríguez (ex Manzana Postobón) et de deux Espoirs le Tolimense Wilson Cardona (vainqueur de la Clásica Nacional de Los Héroes et ancien pensionnaire de l'Orgullo Antioqueño) et enfin Yeison Reyes (frère cadet d'Aldemar Reyes et natif de Ramiriquí, comme Mauricio Soler). Le groupe parait équilibré et à même, selon la direction, d'être compétitif à chaque représentation que cela soit dans les compétitions nationales ou dans les épreuves prévues en Amérique latine. En février et avril 2016, deux renforts de poids viennent compléter l'effectif. José Tito Hernández, non conservé par sa formation italienne GM, se retrouve tardivement sur le marché des transferts et signe avec son ancienne équipe, avec comme principal objectif, la Vuelta de la Juventud. Aucun coureur n'ayant signé de contrat avec la formation Orgullo Antioqueño, au quatrième mois de la saison, Alexis Camacho assure sa participation aux compétitions du calendrier national en signant avec l'équipe.
La formation commence sa saison par les championnats de Colombie. Après avoir échoué à la quatrième place du contre-la-montre, Edward Díaz glane la médaille d'argent de la course en ligne Espoir. Puis il faut attendre le mois de juin et le Tour de Colombie pour voir les premières victoires (et les seules de l'UCI America Tour 2016) des GW Shimano. C'est tout d'abord Frank Osorio qui s'impose en solitaire dans la huitième étape, en étant un des deux survivants d'une longue échappée. Puis c'est au tour d'Alexis Camacho de gagner. Il remporte l'étape reine de la compétition et s'immisce dans le Top ten du classement général,. Camacho sera le seul à de nouveau s'illustrer dans l'année. En juillet, il s'impose au classement général de la Clásica de Girardot, profitant de son échappée du deuxième jour avec Robinson Chalapud. En août, il s'octroie la Clásica Club Deportivo Boyacá, organisé par sa famille, grâce à son échappée victorieuse de la première étape. En septembre, il termine encore deuxième de la Vuelta a Boyacá, seulement devancé par Óscar Rivera. Par contre, cité parmi les favoris pour la victoire au Clásico RCN,, il perd toute chance de bien figurer dès la deuxième étape,.

### Saison 2017
Fin octobre 2016, la première signature d'importance du marché des transferts dans le cyclisme colombien est réalisée par la formation GW Shimano qui enrôle le nariñense et champion de Colombie 2015, Robinson Chalapud. Pour épauler Alexis Camacho, la direction de la formation obtient également le renfort de Juan Pablo Rendón, spécialiste du contre-la-montre et troisième des championnats 2016. En outre, trois jeunes intègrent l'équipe, Wbeimar Gaviria, vainqueur de deux étapes et animateur de la Vuelta de la Juventud 2016, ainsi qu'Alejandro Osorio, leader transitoire, vainqueur d'étape et du classement de la régularité de la Vuelta del Porvenir 2016 (Tour de Colombie junior), tous deux en provenance du club Orgullo Paisa. Auxquels, il faut ajouter Óscar Quiroz (originaire, comme Chalapud, d'Ipiales) qui militait chez Mundial de Tornillos. La direction sportive se renforce également avec l'apport de Félix Cárdenas, en tant que « directeur de course ». Ancien chef de file de cette formation, il avait remporté des victoires importantes comme le championnat de Colombie, le Tour de Colombie ou le Clásico RCN avec les GW Shimano. Des hommes comme Walter Pedraza, Juan Alejandro García, Frank Osorio restent au contraire des coureurs Óscar Pachón, Didier Sastoque ou Arley Montoya. La première compétition prévue de l'année est le championnat de Colombie, qui se dispute à Bogota, lors de la troisième semaine de février.

## Principales victoires

### Championnats nationaux
- Championnats de Colombie sur route : 1
  - Course en ligne : 2010 (Félix Cárdenas)[23]

### Courses à étapes
- Clásico RCN : 2010[24] (Félix Cárdenas)
- Tour de Colombie : 2011[25] et 2012[26] (Félix Cárdenas)
- Tour du Costa Rica : 2012 (es)[27] (Óscar Sánchez)
- Tour du Guatemala : 2013 (es)[28] (Óscar Sánchez)

## Classements UCI
L'équipe participe aux épreuves du circuit continental de l'UCI America Tour. 
UCI America Tour
| Saison | Classement par équipes | Meilleur coureur au classement individuel |
| ------ | ---------------------- | ----------------------------------------- |
| 2015   | -                      | Óscar Pachón (157e)                       |
| 2016   | 31e                    | Edward Díaz (239e)                        |

## GW Shimano en 2018[30]

### Effectif
| Effectif 2018            | Effectif 2018     | Effectif 2018 | Effectif 2018                         |
| Cycliste                 | Date de naissance | Pays          | Équipe précédente                     |
| ------------------------ | ----------------- | ------------- | ------------------------------------- |
| Alejandro Osorio         | 28 mai 1998       | Colombie      |                                       |
| Carlos Ramírez           | 26 octobre 1994   | Colombie      | Movistar Team América (2016)          |
| Cristian Tamayo          | 21 mars 1991      | Colombie      | EBSA Empresa de Energía Boyacá (2017) |
| Cristhian Talero         | 25 mars 1990      | Colombie      | Movistar Team América (2017)          |
| Heiner Parra             | 9 octobre 1991    | Colombie      | Boyacá es Para Vivirla (2017)         |
| Jhonathan Ospina         | 18 novembre 1993  | Colombie      |                                       |
| José Serpa               | 17 avril 1979     | Colombie      | Supergiros (2017)                     |
| Juan Pablo Rendón        | 17 avril 1989     | Colombie      |                                       |
| Sergio Andrés Martínez   | 14 juillet 1995   | Colombie      |                                       |
| Walter Pedraza           | 27 novembre 1981  | Colombie      | Colombia (2015)                       |
| Wilson Cardona           | 25 septembre 1995 | Colombie      | Orgullo Antioqueño (2015)             |
| Yeison Reyes             | 11 mars 1994      | Colombie      |                                       |
|                          |                   |               |                                       |
| Source : ProCyclingStats |                   |               |                                       |

### Victoires
| Victoires | Victoires                   | Victoires | Victoires | Victoires        | Victoires |
| Date      | Course                      | Pays      | Classe    | Vainqueur        |           |
| --------- | --------------------------- | --------- | --------- | ---------------- | --------- |
| 19 janv.  | 8e étape du Tour du Táchira | Venezuela | 2.2       | Cristhian Talero |           |
| 20 janv.  | 9e étape du Tour du Táchira | Venezuela | 2.2       | José Serpa       |           |